# Boćki (gemeente)
De gemeente Boćki is een landgemeente in het Poolse woiwodschap Podlachië, in powiat Bielski (Podlachië).
De zetel van de gemeente is in Boćki.
Op 30 juni 2004 telde de gemeente 5119 inwoners.

## Oppervlakte gegevens
In 2002 bedroeg de totale oppervlakte van gemeente Boćki 232,06 km², waarvan:
- agrarisch gebied: 73%
- bossen: 20%

De gemeente beslaat 16,75% van de totale oppervlakte van de powiat.

## Demografie
Stand op 30 juni 2004:
| Omschrijving                   | Totaal | Totaal | Vrouwen | Vrouwen | Mannen | Mannen |
| ------------------------------ | ------ | ------ | ------- | ------- | ------ | ------ |
| eenheid                        | aantal | %      | aantal  | %       | aantal | %      |
| inwoners                       | 5119   | 100    | 2509    | 49      | 2610   | 51     |
| bevolkingsdichtheid (inw./km²) | 22,1   | 22,1   | 10,8    | 10,8    | 11,2   | 11,2   |

In 2002 bedroeg het gemiddelde inkomen per inwoner 1100,32 zł.

## Plaatsen
Andryjanki, Boćki, Bodaczki, Bodaki, Bystre, Chranibory Drugie, Chranibory Pierwsze, Dubno, Dziecinne, Hawryłki, Jakubowskie, Krasna Wieś, Młynisk, Mołoczki, Nurzec, Olszewo, Pasieka, Piotrowo-Krzywokoły, Piotrowo-Trojany, Przy Ostaszach, Sasiny, Siedlece, Siekluki, Sielc, Skalimowo, Solniki, Starowieś, Szeszyły, Szumki, Śnieżki, Torule, Wandalin, Wandalinek, Wiercień, Wojtki, Wygonowo, Wylan, Żołoćki.

## Aangrenzende gemeenten
Bielsk Podlaski, Brańsk, Dziadkowice, Kleszczele, Milejczyce, Orla